# Brahmina cylindrica
Brahmina cylindrica är en skalbaggsart som beskrevs av Gyllenhall 1817. Brahmina cylindrica ingår i släktet Brahmina och familjen Melolonthidae. Inga underarter finns listade.